# انتقام ملکه آن
کشتی انتقام ملکه ان یک کشتی فرانسوی بود که به ریش‌سیاه تعلق داشت. هر چند اطلاعات دقیقی از آن کشتی در دسترس نیست اما به گفته افسانه‌ها آن کشتی بسیار کشتی زیبایی بود. سرانجام این کشتی در سواحل کارولینای شمالی در آمریکا غرق شد. تکه‌هایی از این کشتی و چیزهای بسیار زیاد دیگر، مثل اسلحه و… که به سطح آب آمده بودند در سال ۱۹۹۵ کشف شدند. یکی از لنگرهای این کشتی هم در سال ۲۰۱۱ پیدا شد.